# Victoria West
Victoria West è un centro abitato del Sudafrica, situato nella provincia del Capo Settentrionale.